# Альшихово
Альшихово (тат. Алших, Әлших, Әлшәех, чув. Альших) — село в Буинском районе Татарстана. Административный центр Альшиховского сельского поселения.

## География
Село расположено в Предволжье в 1,5 км от реки Карла, в 9 км к западу от города Буинска. Высота над уровнем моря — 85 м.

## История
Окрестности села были обитаемы в эпоху каменного века и в период Волжской Булгарии, о чём свидетельствуют археологические памятники: Альшиховские поселения I (эпоха мезолита) и II (булгарский памятник домонгольского периода).
Село основано в 1672 году служилыми чувашами, выходцами из Цивильского уезда Казанской губернии.
В XVIII — первой половине XIX века жители относились к сословию государственных крестьян. Традиционные занятия жителей в этот период — земледелие и скотоводство.
В «Списке населенных мест по сведениям 1859 года», изданном в 1863 году, населённый пункт упомянут как удельная деревня Альшихово 2-го стана Буинского уезда Симбирской губернии. Располагалась на правом берегу реки Карлы, по коммерческому тракту из Буинска в Алатырь, в 8 верстах от уездного города Буинска и в 42 верстах от становой квартиры в удельной деревне Шихарданы. В деревне, в 50 дворах проживали 521 человек (246 мужчин и 275 женщин).
В начале XX века в селе действовали мечеть, мектеб, мельница, крупообдирка.
До 1920 года село входило в Рунгинскую волость Буинского уезда Симбирской губернии. С 1920 года в составе Буинского кантона ТАССР. С 10 августа 1930 года в Буинском районе.
В 1921 году в селе была организована сельхозартель «Труд», в 1931 году — колхоз, с 1994 года — Ассоциация крестьянских хозяйств «Память Ленина», с 2004 года — ООО «Нива», с 2013 года — ООО «Ак Барс Буинск».

## Население
| 1795 | 1859 | 1897 | 1913 | 1926 | 1938 | 1949 | 1958 | 1970 | 1979 | 1989 | 2002 | 2010 | 2015 |
| ---- | ---- | ---- | ---- | ---- | ---- | ---- | ---- | ---- | ---- | ---- | ---- | ---- | ---- |
| 303  | 521  | 1182 | 1082 | 1309 | 1270 | 1121 | 1059 | 1375 | 1257 | 798  | 738  | 705  | 720  |

Национальный состав села — татары, чуваши.

## Экономика
Работает машинно-тракторный парк. Жители работают преимущественно в ООО «Ак Барс Буинск», занимаются полеводством, мясо-молочным скотоводством.

## Инфраструктура
Средняя школа (с 1924 г. как начальная), дом культуры, библиотека (в 1938 г. открыта изба-читальня), детский сад (1976 г.), фельдшерско-акушерский пункт. В селе 5 улиц и переулок.

## Религия
Мечеть (1991 г.), церковь Святой великомученицы Маргариты (2000 г.).

## Известные люди
- Петровская Нелли (Неонила) Андреевна (10.08.1932,  Альшихово — 15.03.2001, г. Звенигово Республика Марий Эл) — поэт, прозаик, публицист, член Союза писателей России (1993)[5].